# Krujë

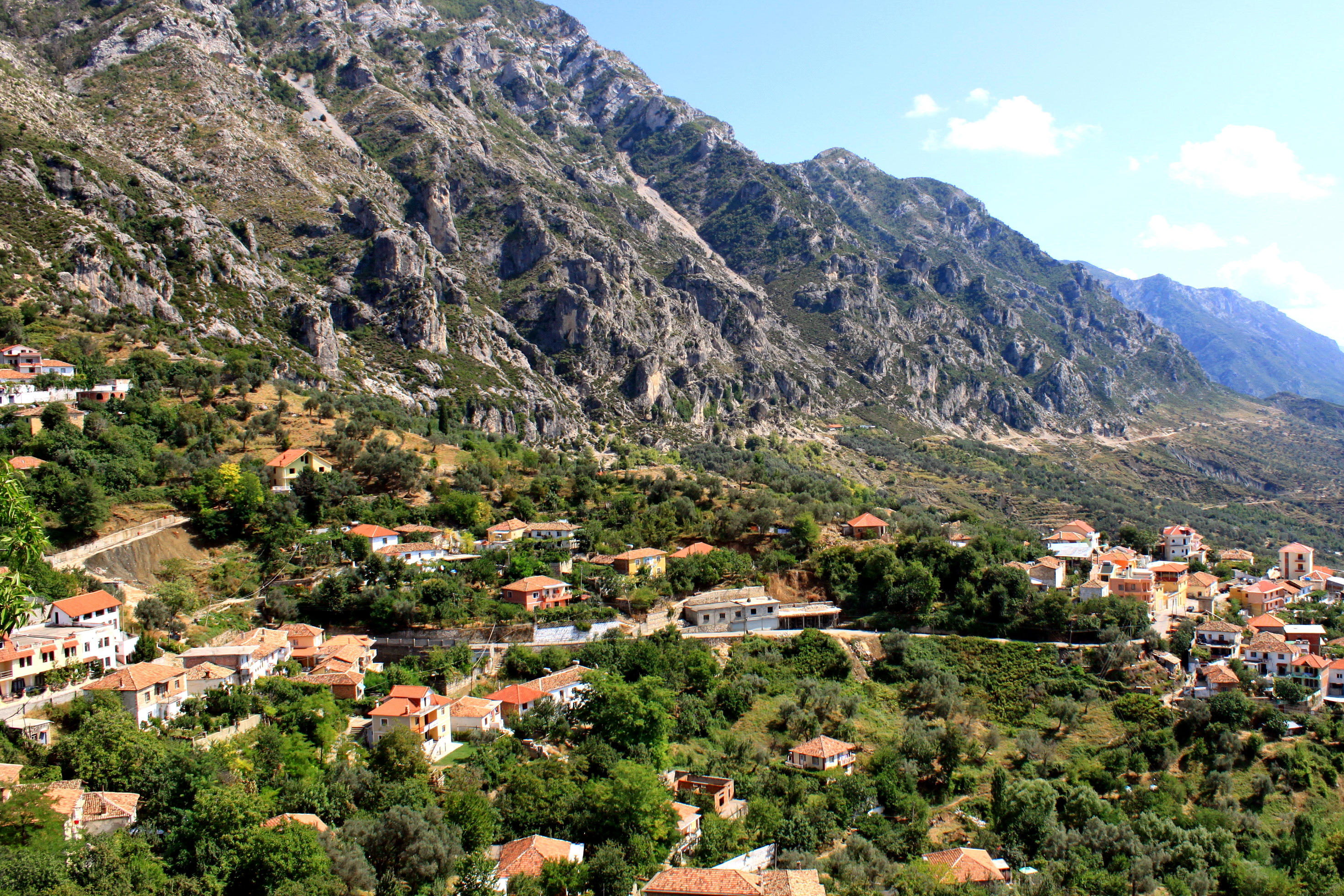
Vista de Krujë

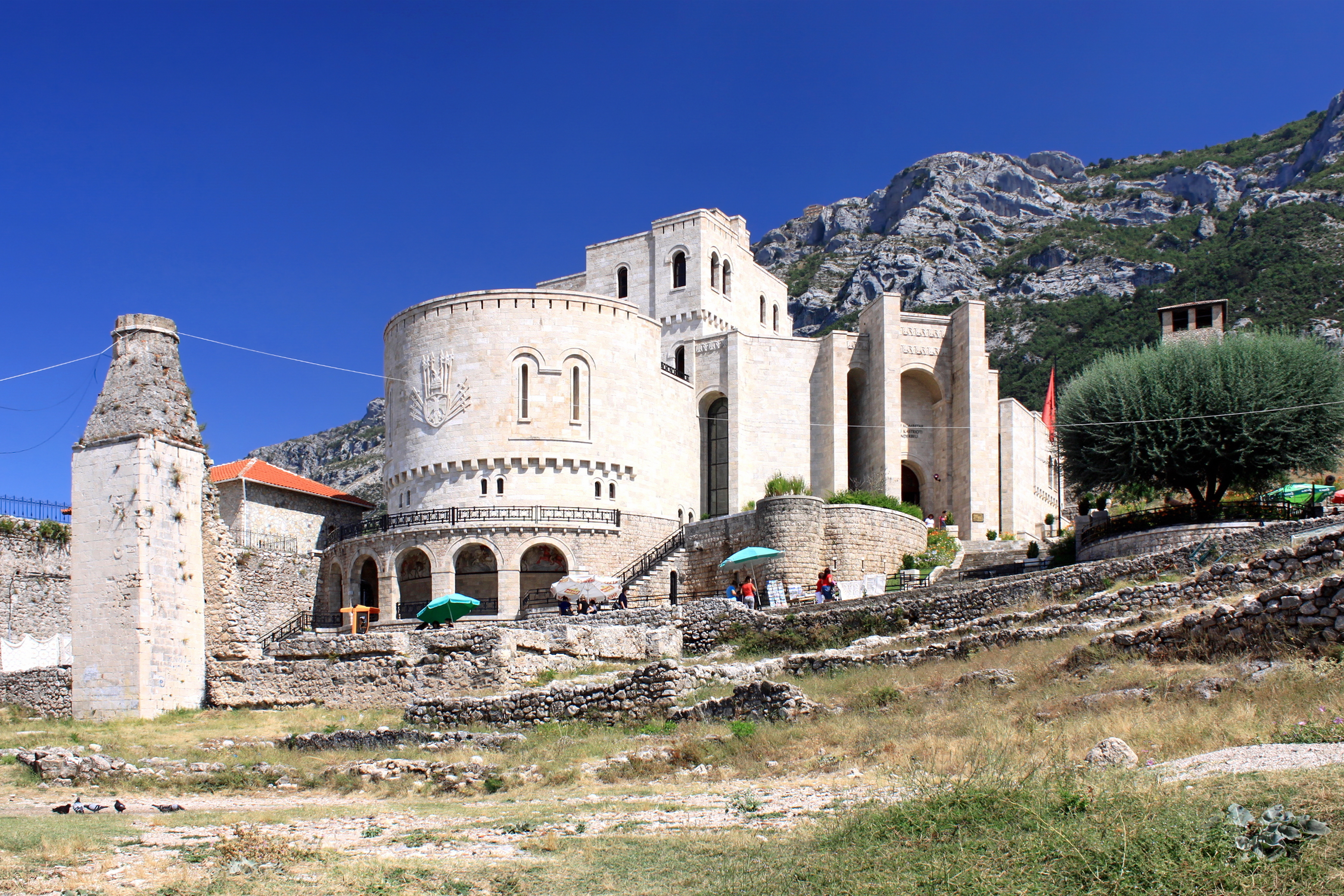
Museu Skanderbeg

Krujë (en albanès i oficialment) o Croia és una ciutat d'Albània, capital del districte de Krujë al comtat o regió de Durrës, i té una població d'uns 20.000 habitants. El districte de Krujë té una superfície de 372 km² i una població de 64,357 habitants (1999).
Sota els otomans es va dir Ak Hisar; amb la república, va ser anomenada Krugac (1924-1949), i posteriorment s'oficialitzà la forma actual, Krujë, que en albanès vol dir 'font'.

## Història
És esmentada en la crònica d'Acropolita del segle xiii amb el nom de Kroas. Pertanyent a l'imperi serbi, el 1343 els senyors locals de les famílies Thopia i Muzaka es van revoltar i es van sotmetre al regne angeví de Nàpols; a la mort d'Esteve Duixan el 1355, Carles Thopia es va apoderar de gran part de l'Albània central; la ciutat costanera de Durazzo, en mans dels angevins, fou atacada per Carles el 1362 i obligada a pagar tribut i finalment conquerida el 1368; va ampliar els seus dominis ocupant els territoris de la família Muzaka (situats més al sud, entre el Shkumbin i el Seman) el 1370; el 1376 Lluís d'Evreux, duc de Durazzo, que havia adquirit els drets al nominal regne d'Albània en casar-se amb Joana, la filla gran i única supervivent de Carles duc de Durazzo (de la branca d'Anjou-Durazzo), va desembarcar a Durazzo i es apoderar de la ciutat, però Carles Thopia la va reconquerir el 1383; els Muzaka es van aliar a la família Balsha de Zeta (Montenegro) dirigits per Balsha II, i el 1389 es van apoderar de Durazzo; Carles va demanar ajut als otomans, gràcies als quals va derrotar els Balsha i Muzaka el 18 de setembre de 1385 a la batalla de Savra, recuperant Durazzo i alleujant la pressió sobre Croia. El 1388 va morir Carles i a Durazzo el va heretar el seu fill Jordi Thopia, senyor de Durazzo, que el 1392 va cedir la sobirania de Durazzo i el seu territori a Venècia; a Croia i els territoris a l'entorn, Carles fou succeït per la seva filla Elena Thopia (germana de Jordi). Als territoris al sud de Durazzo el poder va recaure en Niketa Thopia, un cosí de Jordi i Elena.
Elena estava casada amb el noble venecià Marco Barbarigo. El 1395 es va casar amb un noble local, Constanti Castriota (Kastrioti), mort el 1401. El 1403 Niketa Thopia, que comptava amb la benevolència veneciana, va arrabassar el govern de Croia a la seva cosina Elena. El 1412, Niketa Thopia va ser derrotat per Teodor II Muzaka i fou fet presoner, sent alliberat finalment per la mediació de la república de Ragusa, a canvi de entregar alguns territoris a la zona del riu Shkumbin a la família Muzaka. A la mort de Niketa el 1415, va deixar un fill, Andrea Thopia, un dels futurs fundadors de la Lliga de Lezhe dirigida per Skanderbeg, però Croia va caure en mans dels otomans.
Més tard Croia va esdevenir cèlebre com a residència del famós Jordi Castriota Skanderbeg, que va resistir als otomans del 1435 al 1468 i fou vassall d'Alfons el Magnànim, que va enviar Bernat Vaquer al castell de Croia el 1451 i Ramon d'Ortafà com a virrei d'Albània. Va patir setges dels otomans amb força mitjans el 1450, 1466 i 1467-1468, però no es va rendir a Mehmed II fins al 1478. Llavors, va esdevenir un centre de l'orde dels dervixos bektashis per a tota Albània. Al segle xix, era un kada del sandjak i vilayat de Scutari, que incloïa al nord del Mat una nahiye anomenada Ohëri i Vogël. La funció de sandjakbeg va esdevenir hereditària en la família Toptan, grans propietaris latifundistes, contra els quals hi va haver algunes revoltes dels camperols.
El 1832, Rashid Pasha en va fer demolir la ciutadella. Durant tot el segle xix, la regió fou teatre de revoltes com a oposició a les noves taxes que establien els otomans. En una de les darrers revoltes, el 1906-1907, la població va lliurar la Batalla de Tallajbe (nom d'un barri de Krujë) contra les forces otomanes manades per Shemsi Pasha. El 1912, la regió fou un dels principals focus antiotomans. El 1914, fou el centre del moviment d'Essad Pasha Toptani. Krujë fou ocupada el 1915 per les forces de la tribu mati, oposades a Essad, dirigides per Ahmed Zogu. Llavors, la població de la ciutat era totalment musulmana (els musulmans eren, a més, majoria dins el kada).
El govern d'Essad fou eliminat per l'ocupació austrohongaresa (començada el gener de 1916) i el kada de Krujë, el de Matja i el d'Ohëri van formar part del sandjak de Krujë. A l'Albània independent (vers 1924-1939), va esdevenir seu d'una sotsprefectura del departament de Durrës. Després del 1949, va tenir diversos canvis administratius (1949-1953) i el 1959 va esdevenir un dels 26 districtes (rrethet, singular rreth), amb una superfície de 607 km² i una població el 1971 de 70.700 habitants; després del 1991, la superfície fou reduïda a 372 km²; el 2001, la població era de 64.357 habitants. La influència de la religió i la confraria bekhtashi fou eliminada pel govern comunista el 1967.
El juny de 1991, es va segregar el districte de Laç quan els districtes foren elevats a 36. El 1993, es van crear les dotze regions (qark), cadascuna amb entre dos i quatre districtes, que progressivament van adquirir més competències i, el 1998, la nova constitució va suprimir els districtes (entre aquests, el de Krujë) i va establir les regions com a primer nivell i les comunes o municipalitats com a segon, però la decisió es va implementar lentament.
La població del districte era de 43.000 vers 1960, 69.000 vers 1970, 75.600 vers 1973, 84.600 el 1978, 93.000 el 1982 i 105.300 el 1988. La població de la ciutat s'estimava en 7.000 habitants el 1970 i el 2001 en 13.113 habitants.